# Invariant av en binär form
Inom matematisk invariantteori är en invariant av en binär form ett polynom i koefficienterna för en binär form i två variabler x och y som inte ändras när den speciella linjära gruppen verkar på variablerna x och y.

## Terminologi
En binär form (av grad n) är ett homogent polynom Σni=0 (ni)an−ixn−iyi = anxn + (n1)an−1xn−1y + ... + a0yn. Gruppen SL2(C) verkar på dessa genom att ta x till ax + by och y till cx + dy. Detta inducerar en verkan på rummet genererat av a0, ..., an och på polynomen i dessa variabler. En  invariant är ett polynom i dessa n + 1 variabler a0, ..., an som är invariant under denna verkan. Mer allmänt är en kovariant ett polynom i a0, ..., an, x, y som är invariant, så en invariant är ett specialfall av en kovariant där variablerna x och y inte förekommer. Ännu mer allmänt är en simultan invariant ett polynom i koefficienterna av flera olika former i x och y.
Man kan också formulera detta representationsteoretiskt. Givet en representation V av gruppen SL2(C), kan man fråga efter ringen av invarianta polynom på V. Invarianter av en binär form av grad n motsvarar då att ta V som den (n + 1)-dimensionella irreducibla representationen, och kovarianter motsvarar att ta V som summan av de irreducibla representationerna av dimensionerna 2 och n + 1.
Invarianterna av en binär form bildar en graderad algebra, och Gordan (1868) bevisade att denna algebra är ändligtgenererad, om baskroppen är C.

## Exempel
En form f själv är en invariant av grad 1 och ordning n.
Diskriminanten av en form är en invariant.
Resultanten av två former är en simultan invariant av dem.
Hessianska kovarianten av en form Hilbert (1993, p.88) är determinanten av Hessmatrisen
{\displaystyle H(f)={\begin{bmatrix}{\frac {\partial ^{2}f}{\partial x^{2}}}&{\frac {\partial ^{2}f}{\partial x\,\partial y}}\\[10pt]{\frac {\partial ^{2}f}{\partial y\,\partial x}}&{\frac {\partial ^{2}f}{\partial y^{2}}}\end{bmatrix}}.}
Den är en kovariant av ordning 2n− 4 och grad 2.
Katalektikanten är en invariant av grad n/2+1 av en binär form av jämn grad n.
Kanonisanten är en kovariant av grad och ordning (n+1)/2 av en binär form av udda grad n.
Jacobimatrisen
{\displaystyle \det {\begin{bmatrix}{\frac {\partial f}{\partial x}}&{\frac {\partial f}{\partial y}}\\[10pt]{\frac {\partial g}{\partial x}}&{\frac {\partial g}{\partial y}}\end{bmatrix}}}
är en simultan invariant av två former f, g.

## Ringen av invarianter
Strukturen av ringen av invarianter är känd för små grader. Sylvester & Franklin (1879) gav tabeller av antalet generatorer av invarianter och kovarianter för former av grad upp till 10, dock med vissa mindre fel, där oftast någon invariant eller kovariant har utelämnats.

### Kovarianter av en binär linjär form
För linjära former ax + by är de enda invarianterna konstanter. Algebran av kovarianter är genererad av formen själv av grad 1 och ordning 1.

### Kovarianter av en binär kvadratisk form
Algebran av invarianter av en kvadratisk form ax2 + 2bxy + cy2 är en polynomalgebra i 1 variabel genererad av diskriminanten b2 − ac av grad 2. Algebran av kovarianter är en polynomalgebra i 2 variabler genererad av diskriminanten tillsammans med formen f själv (av grad 1 och ordning 2). (Schur 1968, II.8) (Hilbert 1993, XVI, XX)

### Kovarianter av en binär form av grad åtta
Sylvester & Franklin (1879) bevisade att ringen av invarianter av en form av grad 8 är genererad av 9 invarianter av grader 2, 3, 4, 5, 6, 7, 8, 9, 10, och att ringen av kovarianter är genererad av 69 covarianter. August von Gall (von Gall (1880)) och  Shioda (1967) bekräftade generatorerna för ringen av invarianter och bevisade att idealet av relationer mellan dem är genererat av eöement av grader 16, 17, 18, 19, 20.

### Kovarianter av en form av grad nio
Brouwer & Popoviciu (2010a) bevisade att algebran av invarianter av en form av grad 9 är genererad av 92 invarianter.

### Kovarianter av en form av grad elva
Ringen av invarianter av binära former av grad 11 är komplicerad och har inte ännu beskrivits explicit.